# New York City Department of Correction
Le New York City Department of Correction est un organisme chargé de la gestion pénitentiaire de la ville de New York représentant environ 100 000 nouveaux détenus par an. Le département emploie 10 900 personnes pour une population pénitentiaire permanente de 13 000 à 18 000 personnes. Elle gère la plus grande prison de la ville de New York située à Rikers Island qui est aussi la deuxième plus importante prison américaine.